# 约尔
约尔（Yol），是印度喜马偕尔邦Kangra县的一个城镇。总人口10772（2001年）。

## 人口
该地2001年总人口10772人，其中男性5624人，女性5148人；0—6岁人口1248人，其中男701人，女547人；识字率77.01%，其中男性为79.84%，女性为73.91%。